# Spiroctenus spinipalpis
Spiroctenus spinipalpis is een spinnensoort in de taxonomische indeling van de bruine klapdeurspinnen (Nemesiidae).
Spiroctenus spinipalpis werd in 1919 beschreven door Hewitt.